# Paul Erbrich

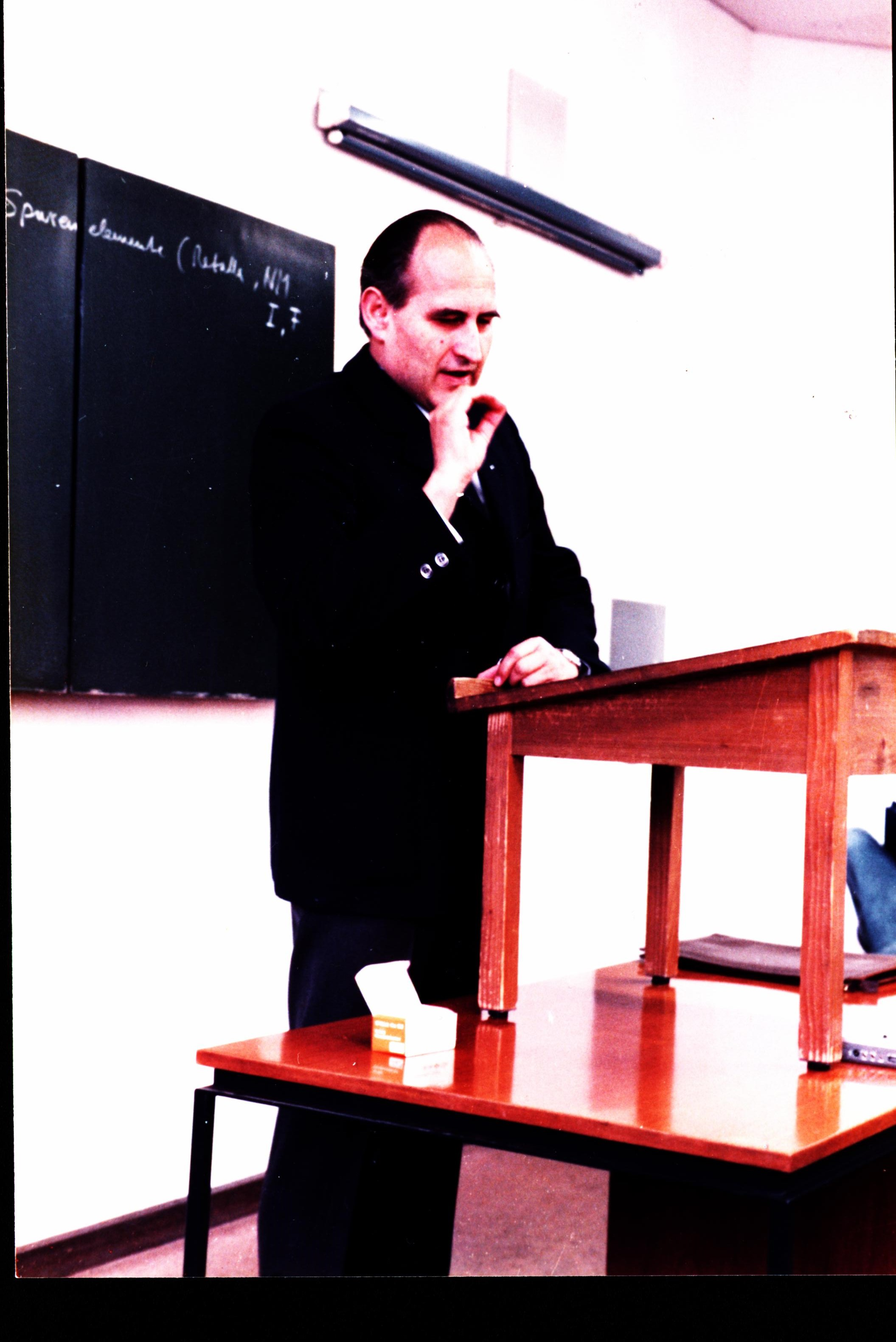
Paul Erbrich 1982 an der Hochschule für Philosophie München

Paul Erbrich (* 23. Februar 1928 in Rorschach; †  29. Mai 2009 in  München) war ein Schweizer Philosoph und Jesuit sowie Professor für Naturphilosophie an der Hochschule für Philosophie München.

## Leben
Erbrich wurde als Sohn einer Bäckerfamilie geboren. Nach seinem Abitur in St. Gallen trat er 1947 in das Noviziat der Jesuiten in der Schweiz ein. Nach seinem Studium der Philosophie in Pullach, einer Tätigkeit als Lehrer an der Stella Matutina in Feldkirch (dem Kolleg der Schweizer Jesuiten) und dem Theologiestudium in Belgien wurde er 1956 in Bad Schönbrunn zum Priester geweiht. An der Universität Wien studierte er darauf Naturgeschichte und Philosophie und schloss seine Studien 1965 mit dem Doktorat in Naturwissenschaften ab. Danach arbeitete er an der Stella Matutina bis zu deren Schließung im Jahre 1979  als Lehrer für Naturgeschichte, Chemie und Philosophie.
Schon während dieser Zeit begann seine akademische Tätigkeit. 1970–1979 war er Dozent für Chemie an der Pädagogischen Akademie in Vorarlberg. 1973 hielt er Vorlesungen an der Gregoriana in Rom. Mehrmals wurde er für Vorlesungen an die Unisinos in Sao Leopoldo (Brasilien) eingeladen. Im Jahre 1979 zog Erbrich nach München und war dort bis zu seiner Emeritierung im Jahre 1996 Professor für Naturphilosophie.
Im Jahre 2006 nahm Erbrich teil an der Tagung  „Schöpfung und Evolution“ in Castel Gandolfo, zu der Papst Benedikt XVI. einlud.
In seinen Werken befasste sich Erbrich vor allem mit dem Verhältnis von Schöpfung und Evolution sowie mit ökologischen Fragen wie den Grenzen des Wachstums.

## Publikationen (Auswahl)
- (Mit Günter Remmert:) Im Wettlauf mit der Zukunft. Ein Materialbuch zur Umwelt- und Energiekrise, Stuttgart 1978, ISBN 978-3-460-20041-8
- Zufall. Eine naturwissenschaftlich-philosophische Untersuchung, Stuttgart 1988, ISBN  978-3-17-010088-6
- Makrokosmos, Mikrokosmos. Ursprung, Entwicklung und Probleme der Physik, Stuttgart 1996, ISBN 978-3-17-013550-5
- Grenzen des Wachstums im Widerstreit der Meinungen. Leitlinien für eine nachhaltige ökologische, soziale und ökonomische Entwicklung, Stuttgart 2004, ISBN 978-3-17-018130-4